# テレム・モフィ
テレマス・"テレム"・イゴボル・モフィ（Teremas "Terem" Igobor Moffi、1999年5月25日 - ）は、ナイジェリア・カラバル出身のサッカー選手。OGCニース所属。ポジションはFW。ナイジェリア代表。

## クラブ経歴
17歳の時にイングランドのバックスウォードFAに加入し、2017年に移籍したFKカウノ・ジャルギリスでプロデビューを果たした。翌年の2月にFKリテリアイへ移籍すると、リーグ戦29試合で20得点を挙げた。
2020年1月8日、ベルギーのKVコルトレイクに移籍した。
2020年10月1日、リーグ・アンに昇格したFCロリアンに加入し、4年契約を結んだ。翌年4月25日のFCジロンダン・ボルドーとのリーグ戦ではリーグ・アンでの初ハットトリックを達成した。

## 代表経歴
2021年6月4日、カメルーン代表との親善試合にて、66分にポール・オヌアチュとの途中交代でナイジェリア代表デビューを果たした。